# Conus phuketensis
Conus phuketensis é uma espécie de gastrópode do gênero Conus, pertencente a família Conidae.